# Автономна република Северен Епир
Автономна република Северен Епир (на гръцки: Αυτόνομος Δημοκρατία της Βορείου Ηπείρου, Афто́номос Димократи́а тис Вори́у Ипи́ру) – самопровъзгласила се за автономна територия на 28 февруари 1914 г.
По силата на протокол от Флоренция на великите сили Гърция трябва да отстъпи на новата държава Албания тази територия, поради и което подтиква създаването на автономно правителство в Аргирокастро (на гръцки: Αργυρόκαστρον) под председателството на Георгиос Христакис-Зографос, водещ гръцки политик.
Гръцкото подстрекателство по това време има частичен успех. Албанското правителство през това време пада и протоколът от Корфу остава нератифициран. След началото на Първата световна война, гръцката армия реокупира тази територия. (октомври 1914 г.). Позицията на Кралство Италия след края на Първата световна война и провалът на Гърция във втората гръцко-турска война водят Гърция до отказ от тази ѝ претенция.. През 1925 година албано-гръцката граница е фиксирана в нов протокол от Флоренция, заедно с отказа от повече териториални претенции на Гърция към Албания..